# 高木正明 (丹南藩主)
高木 正明（たかぎ まさあき）は、江戸時代後期の大名。河内国丹南藩11代藩主。官位は従五位下・主水正。

## 略歴
10代藩主・高木正剛の長男として誕生した。
文政2年（1819年）11月15日、11代将軍・徳川家斉に拝謁する。同年12月16日、従五位下・主水正に叙任する。文政9年（1826年）10月9日、正剛の隠居により家督を継いだ。嘉永元年（1848年）8月23日、隠居し、養嗣子の正坦に家督を譲った。
明治2年（1869年）9月13日に67歳で死去した。法号は智覚院。墓所は東京都杉並区永福の栖岸院。

## 系譜
- 父：高木正剛（1773年 - 1834年）
- 母：八百子 - 高木正直の娘
- 正室：美代子 - 西尾忠善の娘
- 継室：英子 - 池田仲雅の次女
- 生母不明の子女
  - 長男：高木正幹
- 養子
  - 男子：高木正功 - 大村純昌の七男
  - 男子：高木正坦（1829年 - 1891年） - 松平維賢の四男